# کوه رد
کوه رد (به انگلیسی: Red Mountain) یک کوه در ایالات متحده آمریکا است که در واشینگتن واقع شده‌است. کوه رد ۱٬۷۹۵٫۲۹ متر بالاتر از سطح دریا واقع شده‌است.